# Kvinnliga uppfinnare i Sverige
Kvinnliga svenska uppfinnare har det funnits många av, trots att kvinnor inte hade tillträde till de första svenska tekniska högskolorna. Dessa grundades i början av 1800-talet, och deras ingenjörer har ofta varit nära sammankopplade med nya tekniska landvinningar. Kvinnor ansågs inte vara lämpade att utbilda sig och hölls därmed utanför ingenjörsyrket. Det dröjde fram till 1917 innan den första kvinnan tog examen från en teknisk högskola i Sverige. Därmed var möjligheterna för kvinnor att aktivt bidra till den tekniska utvecklingen och dess nödvändiga uppfinningar redan begränsad.
Kvinnors bidrag till samhället begränsades ofta till vardagssysslor, som produktionen av kläder, boskapsskötseln, jordbruket, matlagning och skötsel av hemmet. Det är därför inte förvånande att de ofta både såg vardagslivets problem och hittade finurliga lösningar på dessa. Dessa kvinnliga uppfinningar rörde allt från Eva de la Gardies brännvin framställt på potatis och Amalia Erikssons polkagris. Sannolikt ligger kvinnor bakom många stora uppfinningar, uttänkta långt innan de hade tillgång till formell utbildning.

## Historia

### 1700-talet

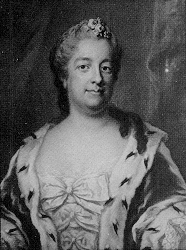
Eva de la Gardie (senare Eklund) uppfann brännvinet gjort av potatis. En uppfinning som utmärker potatisens ankomst till Sverige och potatisens introduktion i dess betydelse i de svenska hushållen.

I 1700-talets Sverige var kvinnors roll i samhället begränsad. Med undantag för änkor var kvinnor alltid omyndiga (deras fäder och män var deras förmyndare). Fram till 1873 fick kvinnor inte studera, och därefter endast inom vissa områden (filosofi, medicin och lägre nivåer inom juridik). Trots dessa begränsningar finns det många exempel på kvinnor som under denna tid var aktiva och påverkade arbetet i samhällsrörelser. Dessa var främst överklassens kvinnor som kunde läsa och skriva, samt änkor som kunde ta över den bortgångne makens ägor och därmed bli en del av näringslivet.
En av de kända kvinnliga uppfinnarna på 1700-talet är Maria Christina Bruhn som föddes 1732 i Gamla Stan i Stockholm. Maria Christinas familj hade en tapetverkstad som hon tog över 1751, vid 19 års ålder, då båda hennes föräldrar gått bort. Den kompetens hon utvecklade inom detta hantverk gav henne kunskaper om färger och fernissor som hon skulle komma att använda för att utveckla en ny teknik för vatten- och eldsäker ammunition, genom användning av ett lager av lack på patronerna. Efterfrågan på uppfinningen var stor på grund av de många samtida krigen.

Ett exempel på en överklasskvinna som gjorde uppfinningar utifrån vardagliga ting är Eva de la Gardie (1724–1786). Hon använde potatisen för flera uppfinningar, som metoden för att göra brännvin. Hon utvecklade också en metod för att utvinna stärkelsen ur potatisen, som i sin tur kunde användas i många syften, både i sminkpuder och i matlagning. Potatisbrännvinet var en viktig uppfinning då det frigjorde det vete och korn som tidigare använts till sprittillverkning, som nu istället kunde bli mat. Det nya pudret bidrog till folkhälsan eftersom det ersatte de tidigare pudren som innehöll arsenik. För sina uppfinningar blev Eva de la Gardie den första kvinnan att väljas in i Kungliga Vetenskapsakademien.

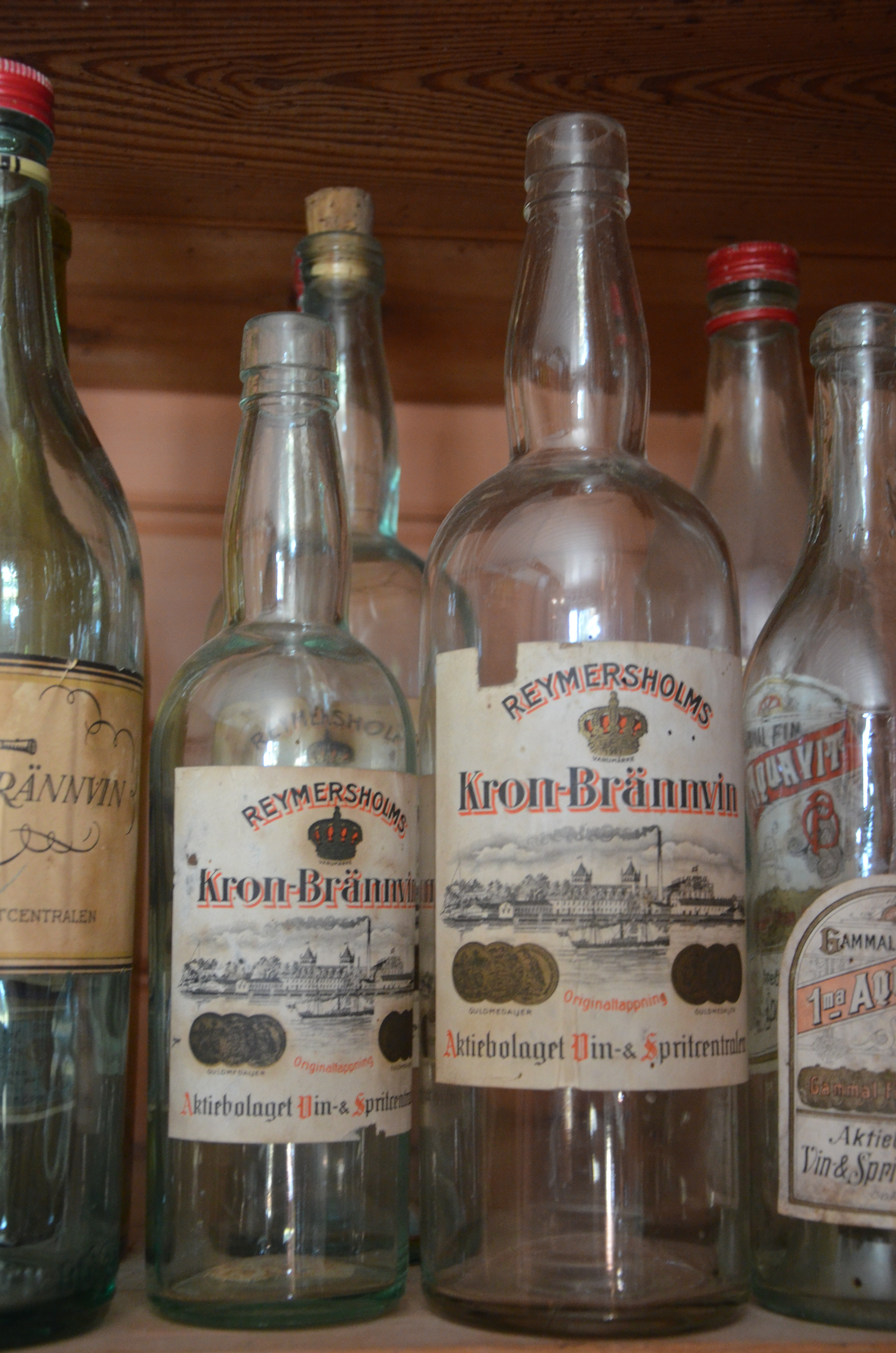
Brännvin gjort av potatis

 Den tidigare nämnda Maria Christina Bruhn är ett gott exempel på 1700-talets uppfinnare. Detta då hennes uppfinning är i gränslandet mellan teknik och hantverk. Under denna tid fanns ingen distinktion mellan orden. Begreppet teknik innefattade allt från teknologi till lantbruk och smide. 

### 1800-talet
I början av 1800-talet var skillnaden mellan teknik och hantverk ofta oklar. Under 1800-talet arrangerades industriutställningar där tekniska innovationer och uppfinningar kunder beskådas av allmänheten. Där kunde till exempel en ny korsettmodell som man idag skulle anse vara ett hantverk ställas ut som en teknisk innovation. I och med att de tekniska högskolorna utvecklades under århundradet (Tekniska Institutet, idag KTH grundades 1837) kom också distinktionen mellan teknik och hantverk att bli mer tydlig. 
Detta förstärktes av att “teknologi” fick en mer exklusiv och vetenskaplig framtoning. I denna kategori inkluderades inte längre många av de hantverk som ofta varit kvinnodominerade.
Uppfinningar blev med tiden allt mer tekniska och teknologiska, men en rad hinder ställdes framför kvinnor som förhindrade dem från att skaffa sig rätt kompetens. Det började redan i skolan, då de statliga läroverken inte var öppna för kvinnor. För att kvalificera sig för studier på högre nivå måste kvinnor därför skaffa sig de nödvändiga förkunskaperna på privata läroverk. Detta ledde till att endast kvinnor med hög socioekonomisk status hade möjlighet att komma in på högskolorna. Majoriteten av de första kvinnorna som påbörjade sina studier på högskolorna hade även kontakter på skolan i form av en manlig släkting.

Men inom de tekniska och teknologiska områden fanns fler hinder. Kvinnor fick 1873 tillstånd att studera medicin och filosofi och en del juridik. Så sent som på 1890-talet fastställde en utredning på det Tekniska Institutet (idag KTH) att de mer tekniska utbildningarna såsom bergsvetenskap, maskinteknik och väg- och vattenteknik var olämpliga för det kvinnliga intellektet: 
”de kvinnliga eleverna, hvilka väl icke kunna förutsättas äga lika motståndskraft som de manliga, sannolikt skulle öfveransträngas”.
 Vissa mer teoretiska utbildningar som ansågs mer ”naturenliga” passade kvinnorna bättre menade utredningen och där kunde möjligtvis kvinnliga "specialelever" tillåtas. En specialelev var en sådan som erbjöds en plats endast i den mån det fanns tomma platser kvar.

### 1900-talet
Svårigheten för kvinnor att få en civilingenjörsutbildning ledde till att många av betydelsefulla uppfinningar gjordes av kvinnor som saknade akademisk bakgrund. En av dessa är Ninni Kronberg (1874–1949). Hon uppfann torrmjölken även kallat mjölkpulvret. Hennes idé om att kunna konservera mjölk föddes när hon arbetade Rydsgårds gods i Skåne. Hon fick sitt första patent 1927 och 10 år senare patenterade hon torrmjölken. Axel Wenner-Gren (grundare av Electrolux) industrialiserade Ninni Kronbergs uppfinning och på den basen grundade han företaget SMP som finns än idag under namnet Semper.
Maria Romell (1859–1949) är ytterligare en viktig uppfinnare som patenterade flera av dem. Hon var från Gotland, flyttade till Stockholm där hon fick jobb på Patentbyrån Zacco och Bruun. Hon gifte sig 1889 med Lars Romell. Samma år startade hon sin egen patentbyrå, Romells patentbyrå, vilket var unikt för den tiden. Byrån såldes senare till hennes gamla arbetsgivare Zacco och Bruun, idag Stockholms Patentbyrå. Hon uppfann under sin karriär bland annat en hudsalva, ny mekanik för uppsamling av skräp i köket, ett värmeisolerat matkärl samt ett reseetui för sybehör.

#### Lärosäten öppnas för kvinnor
Det dröjde länge tills kvinnor hade möjlighet att studera på de Tekniska högskolorna. 1917 blev Vera Sandberg blev den första kvinnan att ta examen från en svensk teknisk högskola. Sedan dess har allt fler kvinnliga uppfinnare haft en civilingenjörsexamen.

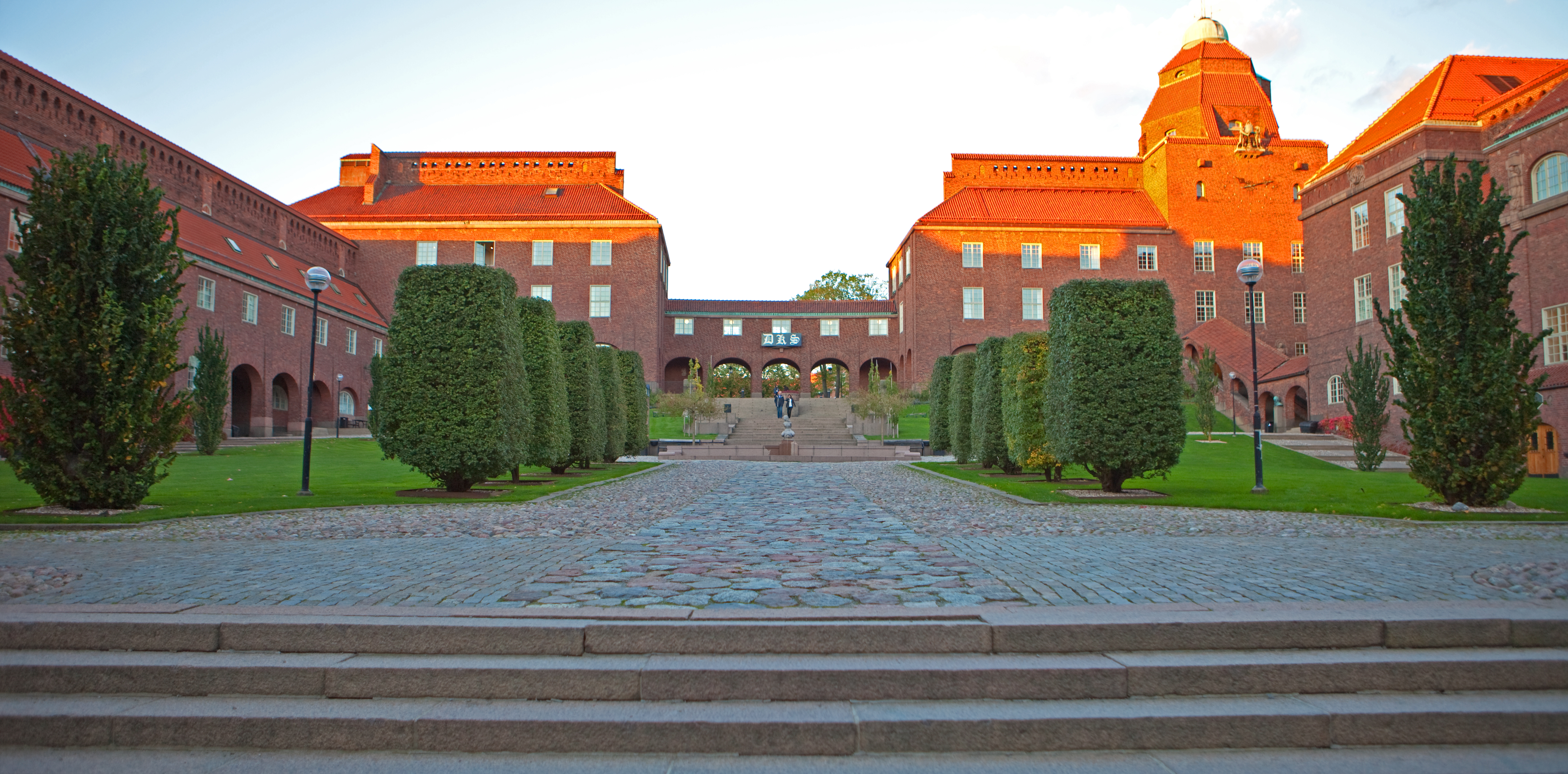
Kungliga tekniska högskolan, före detta Tekniska institutet

Sedan läkarfakulteten öppnades för kvinnor, har många av de kvinnliga uppfinnarna haft en bakgrund inom läkaryrket. Detta beror delvis på att de öppnades upp för kvinnor långt före de tekniska högskolorna. Sveriges första kvinnliga professor i medicin 1937, Nanna Svartz, är ett gott exempel på detta. Hon spenderade mycket av sitt liv på att forska om reumatism och uppfann  ett läkemedel vid namn Salazopyrin som började säljas 1940. Aina Wifalk är ännu ett exempel på detta. Hon uppfann rullatorn i slutet av 1970-talet. Vid 21 års ålder drabbades hon av polio vilket fick henne att ständigt behöva kryckor. Detta skadade i längden hennes axlar och hon behövde ett sätt att avlasta dessa. Det blev rullatorn. Den första prototypen kom 1978 och tre år senare fanns den ute på marknaden.

## Framstående uppfinnare
- Vera Sandberg
- Greta Woxén
- Ninni Kronberg
- Eva de la Gardie
- Maria Christina Bruhn
- Amalia Eriksson
- Aina Wifalk
- Nanna Svartz